# Ligyra flavosparsa
Ligyra flavosparsa är en tvåvingeart som först beskrevs av Jacques-Marie-Frangile Bigot 1892.  Ligyra flavosparsa ingår i släktet Ligyra och familjen svävflugor. Inga underarter finns listade i Catalogue of Life.